# 閼伽井嶽薬師
閼伽井嶽薬師（あかいだけやくし）は、福島県いわき市にある真言宗智山派の寺院。戦前、別格本山であった。

## 概要
大同元年（806年）開基といわれる。開基以前の天平6年（734年）に東北地方で大地震や飢饉が流行し、その惨状を見た大和国、鷲峰山の源観が善無畏三蔵伝来の秘仏である薬師如来を護持してきたと言われている。
いわき市平の西部にある閼伽井岳（標高605m）にあり、寺務所、修行僧宿坊、不動堂、奥ノ院、鐘楼堂などで構成され、近年多宝塔が建立された。また、本道への参道では四国八十八箇所巡りが出来るようになっている。
開山以来数多の山火事に見舞われ、現在の本堂は昭和17年（1942年）建立の総檜密教造りのもの。昭和28年（1953年）に本坊が、昭和49年（1974年）に鐘楼堂が建立された。
東北三十六不動尊霊場結願札所、福島八十八箇所霊場結願札所、福島浜通り十二薬師霊場第一番である。